# Jovian Europa Orbiter
Jovian Europa Orbiter (JEO) — орбитальный аппарат, который был запланирован к полёту Европейским космическим агентством для полёта на Европу. JEO будет собирать информацию о Европе, вращаясь вокруг неё, и будет работать вместе с Jovian Relay Spacecraft (JRS) и Jovian Minisat Explorer (JME).
Проект EJSM был отменён в 2011 году из-за проблем с финансированием в то время, которые включали в себя несколько космических аппаратов, и компонент ESA этого этапа был перезапущен, так как Jupiter Icy Moons Explorer запланирован на 2020-е годы.
Космический корабль Jovian Minisat Explorer
- Jovian Relay Spacecraft
- Jovian Europa Orbiter
- микрозонд

Ретранслятор позволил бы держать аппаратуру, во время космического полёта, вне зон интенсивной радиации вблизи Европы, но ретранслятор и аппаратура будут запущены и одновременно доставлены на Юпитер.